# Bernardine Dohrn

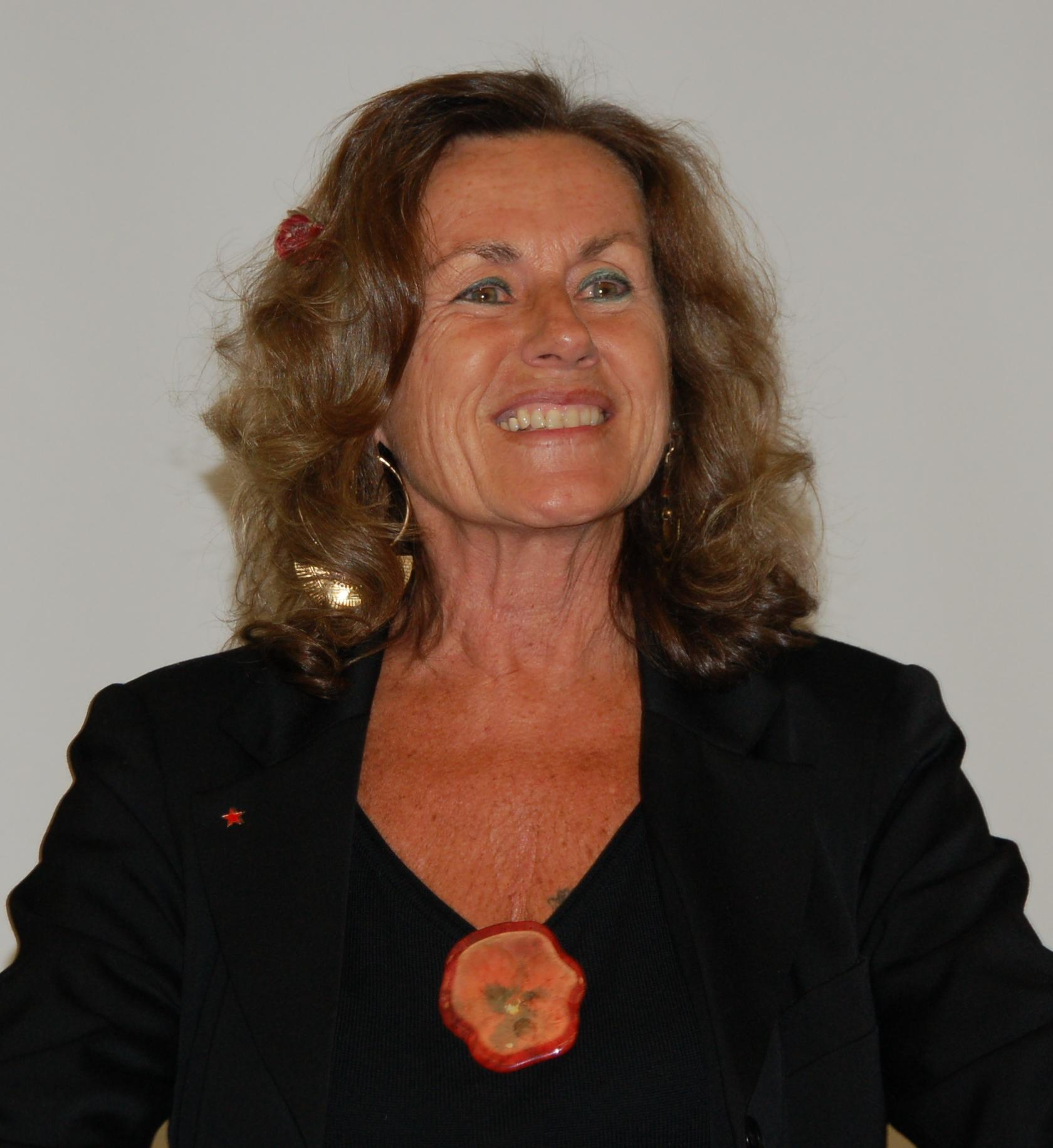
Bernardine Dohrn 2007

Bernardine Rae Dohrn (geborene Ohrnstein; * 12. Januar 1942 in Chicago) ist eine US-amerikanische Juristin und war eine Führerin der linksradikalen und bewaffneten Untergrundorganisation Weathermen.

## Leben

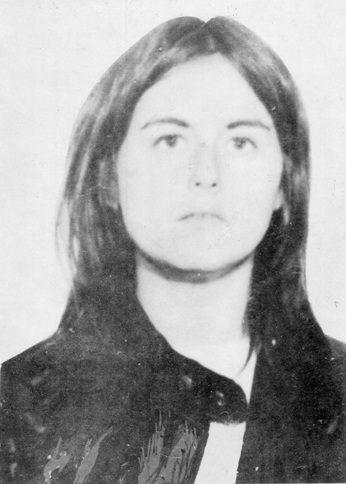
Fahndungsfoto der 10 Most Wanted List des FBI von 1970

Dohrn studierte an der University of Chicago Politikwissenschaft und erlangte hier 1963 ihren Bachelor-Abschluss und 1967 an der University of Chicago Law School ihren Juris Doctor. Ende der 1960er Jahre war sie Mitgründerin der Weathermen („Weather Underground Organisation“, WUO) und wurde Ende 1969 mehrfach verhaftet, unter anderem während der Days of Rage in Chicago. Als im Jahr 1969 die Morde der Manson Family an Leno und Rosemary LaBianca bekannt wurden, rief sie auf einer Versammlung der Students for a Democratic Society begeistert aus: „Die Weathermen stehen auf Charles Manson!“ Dohrn schrieb 1970 mit an der Declaration of a State of War gegen die US-Regierung sowie an einer Reihe von Kommuniqués der WUO. Sie stand zwischen 1970 und 1973 auf der FBI-Liste FBI Ten Most Wanted Fugitives und lebte lange Zeit mit ihrem Mann und ihren Kindern im Untergrund. Sie stellten sich 1980 den Behörden.
Zwischen 1984 und 1988 arbeitete sie für die Anwaltskanzlei Sidley & Austin. Von 1991 bis 2013 war sie Clinical Associate Professor of Law am Children and Family Justice Center der Northwestern University School of Law. Sie ist mit Bill Ayers, einem Mitbegründer der Weather Underground Organisation verheiratet, der Professor an der University of Illinois in Chicago war.